# New Basket Agropoli
El New Basket Agropoli es un equipo de baloncesto italiano con sede en la ciudad de Agropoli (Salerno), en la región de Campania. Actualmente compite en la Serie C Gold, la cuarta división del baloncesto en Italia. Disputa sus partidos en el PalaDiConcilio, con capacidad para 2.000 espectadores. 

## Historia
El club fue fundado en 1966. Alcanzó su apogeo en la temporada 2015/16, cuando se inscribió en la segunda división italiana en lugar del Azzurro Napoli Basket. En 2018 cambió su nombre a New Basket Agropoli y se inscribió en la Serie C Gold (cuarta división).

## Nombres
- BCC Agropoli

(2012-2013)
- BCC-Convergenze Agropoli

(2013-)

## Posiciones en Liga
- 2011 - (1-C Dil)
- 2012 - (7-DNB)
- 2013 - (10-DNB)
- 2014 - (2-DNB)
- 2015 - (1-Serie B)
- 2016 - (2-A2)
- 2017 - (16-A2)
- 2018 - (?-C Silver)

## Palmarés
- Campeón Grupo D Serie B (baloncesto italiano) (2015)
- Subcampeón de la Serie B (baloncesto italiano) (2015)

## Jugadores destacados
| - Davor Krusevljanin - Ares Fiore - Lorenzo Molinaro |  | - Esteban Pierdominicci - Nicolás Richotti |